# Trnski izvir
Trnski izvir je eden od izvirov reke Pivke in istoimenski (Trnski) potok. V Pivko se izliva kot desni pritok v bližini naselja Trnje.